# Saprinus niger
Saprinus niger är en skalbaggsart som beskrevs av Victor Ivanovitsch Motschulsky 1849. Saprinus niger ingår i släktet Saprinus och familjen stumpbaggar. Inga underarter finns listade i Catalogue of Life.